# 1777
1777 (MDCCLXXVII) byl rok, který dle gregoriánského kalendáře započal středou.

## Události
- 3. ledna – George Washington porazil generála Cornwallise v bitvě u Princentonu.
- 15. ledna
  - Polský král Stanislav II. August Poniatowski udělil privilegium ke stavbě evangelického kostela sv. Trojice ve Varšavě.
  - Byla vyhlášena Republika Nového Connecticutu, v červnu přejmenovaná na Vermontskou republiku, která se v roce 1791 stala 14. státem USA.
- 14. června – Kontinentální kongres schválil vlajku Grand Union Flag, předchůdkyni vlajky Spojených států amerických.
- 19. září – 17. října – Americká válka za nezávislost: V bitvě u Saratogy zvítězila kontinentální armáda nad britskou.
- 15. listopadu – Americký Kontinentální kongres schválil Články Konfederace a trvalé unie, považované za první ústavu Spojených států amerických.
- 5. prosince – Olomoucké biskupství bylo povýšeno na arcibiskupství a byla založena diecéze brněnská.
- 24. prosince – Anglický mořeplavec James Cook objevil v Tichém oceánu Vánoční ostrov.

### Probíhající události
- 1775–1783 – Americká válka za nezávislost
- 1776–1780 – Třetí plavba Jamese Cooka

## Vědy a umění
- Bohuslav Balbín vydal Učené Čechy (Bohemia docta).
- František Martin Pelcl vydal Příhody Václava Vratislava, svobodného pána z Mitrovic.
- Francouzský chemik Antoine Lavoisier prokázal, že vzduch se skládá z kyslíku a dusíku. Popsal roli kyslíku a sestavil první tabulku chemických prvků.

## Narození

### Česko
- 1. ledna – Friedrich Egermann, severočeský sklářský odborník a podnikatel († 5. března 1864)
- 14. dubna – Jan Nepomuk Vocet, varhaník a skladatel († 28. ledna 1843)
- 11. května – Vincenc Eduard Milde, litoměřický biskup, vídeňský arcibiskup († 13. března 1853)
- 13. srpna – Martin Štěpán, český luteránský kazatel v Německu a USA († 21. února 1846)
- 4. října – Dominik František Kynský, učitel, kněz, básník a překladatel († 15. prosince 1848)
- 5. prosince – Karel Inzaghi, nejvyšší český a první rakouský kancléř († 17. května 1856)
- neznámé datum – Martin Kopecký, plzeňský purkmistr († 1. června 1854)

### Svět

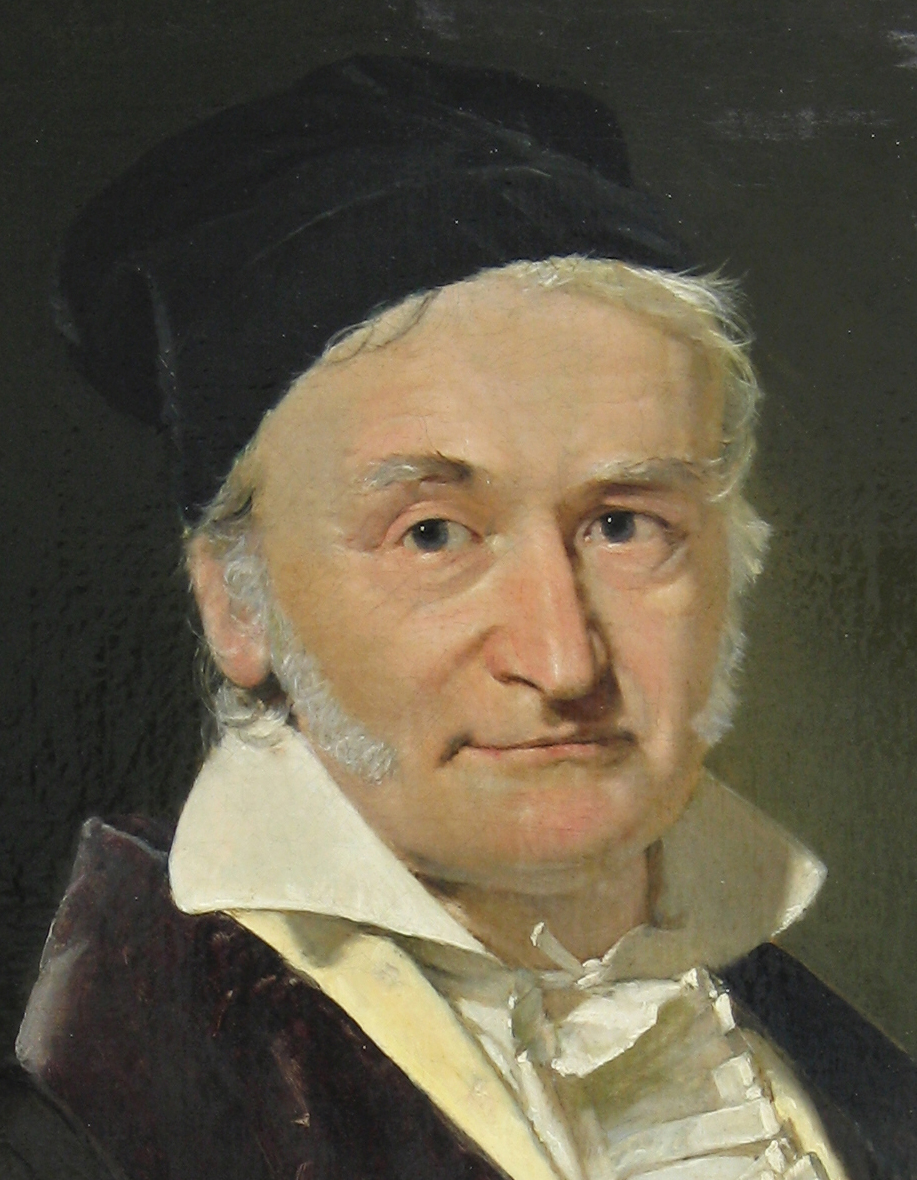
Carl Friedrich Gauss (* 30. dubna)

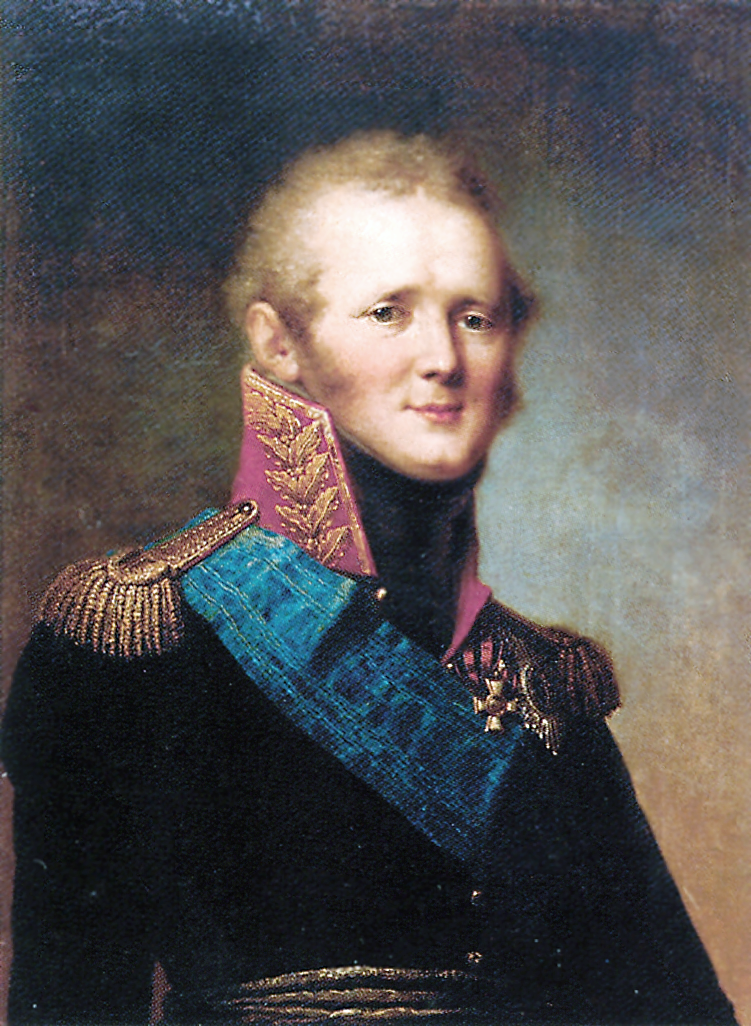
Alexandr I. Pavlovič (* 23. prosince)

- 2. ledna – Christian Daniel Rauch, německý sochař († 3. prosince 1857)
- 3. ledna – Élisa Bonaparte, sestra Napoleona Bonaparte († 7. srpna 1820)
- 7. ledna – Lorenzo Bartolini, italský neoklasicistní sochař († 20. ledna 1850)
- 17. března
  - Patrick Brontë, britský kněz a básník († 7. června 1861)
  - Roger B. Taney, americký právník a politik, předseda Nejvyššího soudu († 12. října 1864)
- 5. dubna – Marie Jules César Savigny, francouzský zoolog a botanik († 5. října 1851)
- 25. dubna – Natale Schiavoni, italský malíř († 15. dubna 1858)
- 28. dubna – Henri Auguste Duval, francouzský botanik († 16. března 1814)
- 30. dubna – Carl Friedrich Gauss, jeden z největších matematiků a fyziků všech dob, († 23. února 1855)
- 4. května – Louis Jacques Thénard, francouzský chemik († 21. června 1857)
- 4. června – Alexej Petrovič Jermolov, ruský generál († 23. dubna 1861)
- 5. června – Cathérine Josephine Duchesnois, francouzská herečka († 8. února 1835)
- 12. května – Josef Kohout, hudební skladatel a loutnista českého původu (* 11. července 1734)
- 29. května – Johann Nepomuk Fischer, první profesor oftalmologie na Univerzitě Karlově († 17. října 1847)
- 22. června – Ondřej Alois Ankwicz ze Skarbek-Poslawice, polský arcibiskup ve Lvově a Praze († 26. března 1838)
- 23. července – Philipp Otto Runge, německý malíř († 2. prosince 1810)
- 27. červenec – Thomas Campbell, skotský básník († 15. červen 1844)
- 14. srpna – Hans Christian Oersted, dánský fyzik, chemik a filosof († 9. března 1851)
- 7. září – Karlota Parmská, parmská princezna († 5. dubna 1813)
- 12. září – Henri Marie Ducrotay de Blainville, francouzský zoolog a anatom († 1. května 1850)
- 16. září – Nathan Mayer Rothschild, německý bankéř, podnikatel a finančník († 28. července 1836)
- 18. října – Heinrich von Kleist, německý dramatik, básník a publicista († 21. listopadu 1811)
- 8. listopadu – Désirée Clary, norská a švédská královna († 17. prosince 1860)
- 16. listopadu – Evžen Vilém Haugwitz, rakouský generál († 4. listopadu 1867)
- 22. listopadu – Francis Greenway, australský architekt († 25. září 1837)
- 4. prosince – Juliette Récamierová, hostitelka pařížských literárních salonů († 11. května 1849)
- 23. prosince – Alexandr I. Pavlovič, ruský car († 1. prosince 1825)
- 26. prosince – Ludvík II. Hesenský, hesenský velkovévoda († 16. června 1848)
- neznámé datum – Thomas Christopher Hofland, anglický malíř († 1843)

## Úmrtí

### Česko
- 14. února – František Salesius Šubíř z Chobyně, moravský šlechtic a římskokatolický duchovní (* 7. října 1739)
- 13. října – Dismas Hataš, houslista a skladatel (* 1. prosince 1724)

### Svět
- 1. ledna – Emanuele Barbella, italský houslista a hudební skladatel (* 14. dubna 1718)
- 24. února – Josef I. Portugalský, portugalský král (* 6. června 1714)
- 1. března – Georg Christoph Wagenseil, rakouský hudební skladatel (* 29. ledna 1715)
- 22. března – Frederika Šarlota Hesensko-Darmstadtská, německá šlechtična a princezna (* 8. září 1698)
- 9. dubna – Maxim Sozontovič Berezovskij, ruský hudební skladatel ukrajinského původu (* 27. října 1745)
- 7. května – Charles de Brosses, francouzský badatel (* 7. února 1709)
- 15. srpna – Pietro Antonio Gallo, italský hudební skladatel a pedagog (* ?)
- 19. srpna – Johann Christian Polycarp Erxleben, německý přírodovědec (* 22. června 1744)
- 23. srpna – Giuseppe Sellitto, italský hudební skladatel a varhaník (* 22. března 1700)
- 19. září – Filip Antonín Španělský, nejstarší syn španělského krále Karla III. (* 13. června 1747)
- 25. září – Johann Heinrich Lambert, švýcarský matematik, fyzik, astronom a filozof (* 26. srpna 1728)
- 5. října – Ján Andrej Segner, německý fyzik, lékař, astronom, botanik, matematik a vynálezce (* 9. října 1704)
- 7. října – Francesco Maria Accinelli, italský kněz, historik a kartograf (* 23. dubna 1700)
- 12. prosince – Albrecht von Haller, švýcarský anatom, fyziolog, botanik a básník (* 16. října 1708)
- 30. prosince – Maxmilián III. Josef, bavorský kurfiřt (* 28. března 1727)
- ? – Giuseppe Scarlatti, italský operní skladatel (* 1718)
- ? – Ivazzade Halil Paša, osmanský velkovezír (* 1724)

## Hlavy států

### Evropa
- Habsburská monarchie – Marie Terezie
- Ruské impérium – Kateřina II. Veliká
- Švédské království – Gustav III. Švédský
- Dánsko-Norsko – Kristián VII.
- Království Velké Británie – Jiří III.
- Francouzské království – Ludvík XVI.
- Španělské království – Karel III. Španělský
- Polské království – Stanislav II. August Poniatowski
- Monacké knížectví – Honoré III.

#### Německo
- Pruské království – Fridrich II. Veliký
- Bavorské kurfiřtství – Maxmilián III. Josef, po jeho smrti Karel Teodor Falcký
- Saské kurfiřtství – Fridrich August I. Saský
- Falcké kurfiřtství – Karel Teodor Falcký
- Kolínské kurfiřtství – Maximilian Fridrich Kolínský
- Württemberské vévodství – Ludvík Evžen Württemberský
- Braniborské markrabství – Fridrich II. Veliký
- Nasavské hrabství – Karel Vilém Nasavský

#### Itálie
- Papežský stát – Pius VI.
- Svatá říše římská – Josef II.
- Sicilské království – Ferdinand I. Neapolsko-Sicilský
- Sardinské království – Viktor Amadeus III.
- Neapolské království – Ferdinand I. Neapolsko-Sicilský
- Modenské vévodství – František III. d'Este
- Benátská republika – Alvise Giovanni Mocenigo

### Blízký Východ a Severní Afrika
- Osmanská říše – Abdulhamid I.
- Perská říše – Šáhruch
- Maroko – Muhammad ibn Abdulláh

### Dálný Východ a Asie
- Mughalská říše – Šáh Alam II.
- Čínské císařství – Čchien-lung
- Japonské císařství – Go-Momozomo